# Hachijō In no Takakura
Hachijō In no Takakura (八条院高倉?   ¿1176? - ¿?) fue una poetisa y cortesana japonesa que vivió en las postrimerías de la era Heian y a comienzos de la era Kamakura. Perteneció a una rama del Fujiwara Hokke perteneciente al clan Fujiwara, fue nieta de Fujiwara no Michinori e hija del monje budista Chōken. Se cree que ella nació producto de un adulterio con la Princesa Imperial Shushi de Takamatsu In, Emperatriz Chūgū del Emperador Nijō.

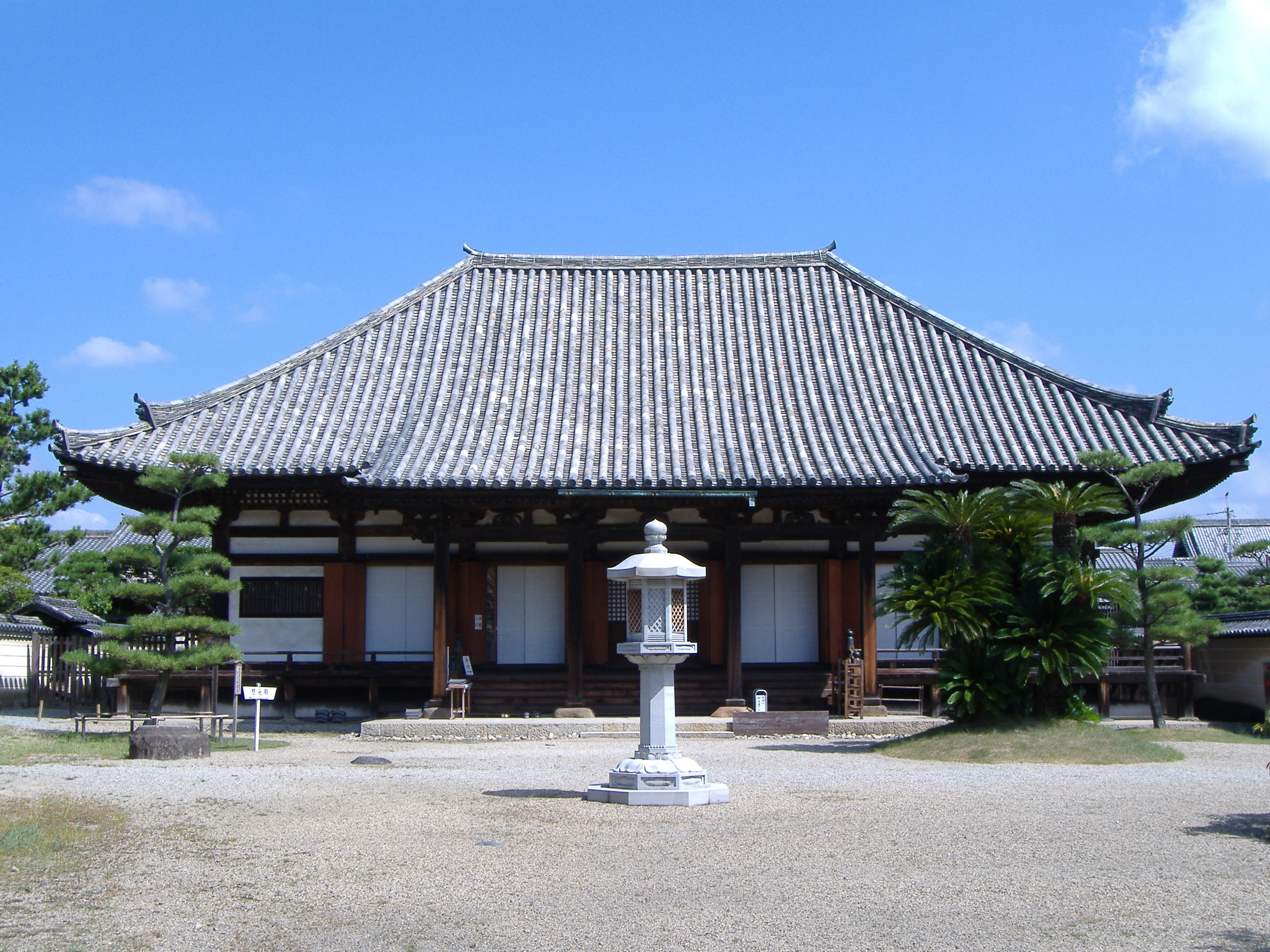
Sala principal del templo Hokke-ji.

Fue sirvienta de la Princesa Imperial Akiko de Hachijō In, hija del Emperador Toba. El retirado Emperador Go-Toba vio en ella su habilidad en la poesía waka y la invitó a sus círculos poéticos; y posteriormente por el Emperador Juntoku. Luego se convierte en una monja budista y se recluye en el templo Hokke-ji de la ciudad de Nara tomando el nombre de Kūnyo (空如?).
Participó en varios concursos de waka en 1204, 1216, 1217, 1232 y 1237. Algunos de sus poemas fueron incluidos en la antología imperial Shin Kokin Wakashū. Es considerada como una de las treinta y seis mujeres inmortales de la poesía y una de los treinta y seis nuevos inmortales de la poesía.